# Stop! In the Name of Love
| Оценки критиков | Оценки критиков |
| Источник        | Оценка          |
| --------------- | --------------- |
| AllMusic        | Без рейтинга    |

«Stop! In the Name of Love» — песня американской гёрл-группы Supremes. Была выпущена как сингл в 1965 году на лейбле Motown. Также вошла в 7-й альбом группы Supremes More Hits by The Supremes.
Написана и спродюсирована песня была авторским и продюсерским трио Холланд — Дозье — Холланд.
Достигла 1 места в США в чарте Billboard Pop Singles (предшественнике Hot 100). Была на вершине один раз, на неделе 27 марта — 3 апреля 1965 года. Кроме того, достигла 2 позиции в чарте Hot Rhythm & Blues Singles того же журнала «Билборд».
Для группы Supremes этот сингл стал четвёртым подряд на 1 месте в США.
Песня была номинирована на «Грэмми» за 1965 год в категории «Лучшая групповая вокальная работа в жанре современного рок-н-ролла», но проиграла «Flowers on the Wall» группы Statler Brothers.
Песня также была включена в Зал славы премии «Грэмми» и в коллекцию «500 Songs that Shaped Rock and Roll» Зала славы рок-н-ролла.

## Музыканты
- Ведущий вокал: Дайана Росс
- Бэк-вокал:  Флоренс Баллард, Мэри Уилсон
- Все инструменты: The Funk Brothers

## Чарты
| Чарт (1965)                                | Наив. поз. |
| ------------------------------------------ | ---------- |
| США (Billboard Hot 100)                    | 1          |
| США (Billboard Hot Rhythm & Blues Singles) | 2          |
| США (Cash Box Pop Singles Chart)           | 1          |
| Канада RPM Singles Chart                   | 3          |
| Германия                                   | 1          |
| Великобритания (UK Singles Chart)          | 7          |

| Чарт (1965)             | Наив. поз. |
| ----------------------- | ---------- |
| США (Billboard Hot 100) | 20         |
| США (Cash Box Top 100)  | 24         |
| Великобритания          | 93         |